# Міттерзілль
Міттерзілль — місто в австрійській землі Зальцбург. Містечко належить округу Целль-ам-Зе. 
Міттерзілль на мапі округу та землі. 

## Демографія
Історична динаміка населення міста за даними сайту Statistik Austria

## Видатні особи
В Міттерзіллі жив і помер композитор Антон Веберн.

## Виноски
1. ↑  www.mittersill.at. Архів оригіналу за 27 липня 2013. Процитовано 30 червня 2013.
2. ↑  Gemeindedaten von Mittersill. Архів оригіналу за 2 вересня 2014. Процитовано 30 червня 2013.